# Etienne Quintiens
Etienne Quintiens (1944) is een Belgisch kanunnik.

## Levensloop
Na zijn middelbare studies aan het Sint-Jozefscollege te Hasselt studeerde Etienne Quintiens filosofie aan het kleinseminarie van Sint-Truiden en filosofie aan het grootseminarie van Luik. In 1972 werd hij licentiaat in de theologie aan de Katholieke Universiteit Leuven.
Vervolgens was hij leraar aan de normaalschool in Maasmechelen, het Sint-Jozefscollege in Hasselt, de Provinciale Middelbare Normaalschool in Hasselt en het Provinciaal Hoger Instituut voor Verpleegkunde in Hasselt.
Van 1985 tot 1995 was hij algemeen secretaris van het Interdiocesaan Pastoraal Beraad en van 1995 tot 2011 secretaris-generaal van de Belgische Bisschoppenconferentie. Herman Cosijns volgde hem hierin op. Sinds 2011 is hij attaché bij de apostolische nuntiatuur in Brussel. Sinds 1995 is hij ook secretaris van de Katholieke Nationale Commissie voor Oecumene.
Hij is of was ook secretaris van het Overleg van Christelijke Kerken in België, ondervoorzitter van Christen Forum Limburg, groepsaalmoezenier van Scouts Lod Lavki in Hasselt en lid van de adviesraad van documentatiecentrum KADOC. In 2012 werd hij tot kapelaan van de paus benoemd.